# Masudi
Abd al-Hasan Ali ibn al-Husayn Masudi (oko 890. - oko 957.), arapski povjesničar, geograf, filozof i pisac. Rodio se u Bagdadu. Putovao je po Španjolskoj, Perziji, Italiji, Madagaskaru, Rusiji, Indiji, Šri Lanki i Kini, te je svoje zadnje godine proveo u Siriji i Egiptu. U glavnom djelu Muruj al-Dhabab wa-Ma'adin al-Jawhak (zlatna polja i rudnici dragog kamenja), prikazao je političku, socijalnu i literarnu povijest Orijenta od "stvorenja svijeta" do 947., prema podacima skupljenim na svojim putovanjima. Njegovo djelo također obuhvaća religijska raspravljanja i geografske opise.